# Kristen höger
Den kristna högern består av kristna politiska fraktioner som kännetecknas av förespråkande för värdekonservativa ståndpunkter och starkt stöd för socialkonservativ politik. Kristna konservativa försöker påverka politiken och samhället i stort med sin tolkning av kristendomens läror. Även om termen kristen höger oftast förknippas med politik i USA, finns det liknande kristna konservativa grupper i de politiska kulturerna i andra nationer med kristen majoritet. I USA är den kristna rörelsen starkast inom de evangelikala kyrkorna.

## Social-politiska ståndpunkter
De frågor som brukar känneteckna det som kallas för kristen höger innefattar:
- Värnande av traditionella familjevärderingar, inklusive kritik mot promiskuitet, abort,[2] pornografi[3] och homosexualitet.[4]
- Avhållsamhet från – och i förlängningen förbud av – alkohol och narkotika.[5]
- Förespråkande av skolbön samt undervisning i kreationism eller intelligent design i stället för – eller som alternativ till – evolutionsteorin.[6][7]
- Stöd för staten Israel och uppmuntrande av USA:s regering att stöda Israel (se kristen sionism).[8]

### Kristen höger och konservatism
I många avseenden överlappar den värdekonservativa kristna högerns politiska ståndpunkter med en mer generell politisk konservatism eller höger. Fraktioner inom konservatismen kan emellertid förhålla sig kritiska till vissa av den kristna högerns ståndpunkter. Bland annat så kan konservativa mena att den kristna högern blandar ihop religion och politik, eftersom den söker grunda politiska ståndpunkter på religiös grund. En vanlig kritik mot den kristna högern från konservativa företrädare är att dessa i för hög grad vill nyttja statens tvångsmakt för att uppnå sina mål, medan de flesta, dock inte alla, konservativa är mera skeptiskt inställda till statens möjlighet att styra på, till exempelvis, moralens område. Vissa konservativa har en mer skeptisk grundsyn och baserar sin politik på en allmän traditionalism eller "vad som visat sig fungera". Vissa konservativa betraktar religionen främst som en kulturell gemenskap eller samhällsinstitution. Detta synsätt kan å andra sidan kritiseras av vissa troende, som menar att religionen har ett högre, andligt syfte och inte får betraktas bara som en samhällsinstitution.

### Kristen höger och kristdemokrati
I Europa är det främst de olika kristdemokratiska partierna som kallats för kristen höger även om den synen inte delas av de flesta i partierna själva, eftersom kristen höger och kristdemokrati skiljer sig ideologiskt på olika områden.[källa behövs] De flesta kristdemokratiska partier betonar numera att de inte är konfessionella, det vill säga att de inte utgår från någon särskild tro. I vissa frågor kan kristdemokratiska partier sägas ha mer socialliberala eller progressiva åsikter än den kristna högern, till exempel i synen på bistånd eller social välfärd.[källa behövs]